# De grandes espérances (film, 2022)
Pour les articles homonymes, voir Les Grandes Espérances (homonymie).
Pour plus de détails, voir Fiche technique et Distribution.
De grandes espérances est un film français réalisé par Sylvain Desclous, sorti en 2022.

## Synopsis
Été 2019. Tout juste diplômée de Sciences Po, Madeleine part préparer les oraux de l'ENA en Corse avec Antoine, son amoureux avec qui elle partage des convictions politiques très à gauche. Elle vient d'un milieu très modeste (orpheline de mère et père absent) tandis que lui est le fils d'un riche avocat. Un dîner à cette maison corse du père d'Antoine permet à Madeleine de faire la connaissance de Gabrielle, amie d'Antoine et ancienne secrétaire d'État d'un gouvernement de gauche. Sur une petite route déserte, une rencontre imprévue va sceller le destin de Madeleine et Antoine. Une altercation avec un automobiliste violent tourne au drame. Leur amour est remis en question. Madeleine fait preuve de résilience et accepte un poste auprès de Gabrielle. Antoine, lui, fait preuve de lâcheté et renie ses convictions politiques.

## Fiche technique
Sauf indication contraire, les informations mentionnées dans cette section peuvent être confirmées par les bases de données cinématographiques IMDb et Allociné,  présentes dans la section « Liens externes ».
- Titre original : De grandes espérances
- Réalisation : Sylvain Desclous
- Scénario : Sylvain Desclous, Pierre Erwan Guillaume
- Musique : Florencia Di Concilio
- Décors : Valérie Faynot
- Costumes : Élisa Ingrassia
- Photographie : Julien Hirsch[4]
- Montage : Isabelle Poudevigne[5]
- Sociétés de production : Sésame Films, Auvergne-Rhône-Alpes Cinéma, en association avec la SOFICA Cinéventure 7
- Sociétés de distribution : The Jokers / Les Bookmakers (France), Vertigo Films distribution (Belgique)
- Pays de production :  France| Médias externes |                                                                                       |
| Images          |                                                                                       |
|                 | Affiche du film sur le site Allociné                                                  |
| Vidéos          |                                                                                       |
|                 | Bande-annonce du film sur le compte youtube de la société de distribution, The Jokers |
|                 | Spot 30 secondes                                                                      |
- Format : couleur — 2,39:1 — son 5.1[6]
- Genre : drame
- Durée : 105 minutes[7]
- Dates de sortie :
  - France : 27 août 2022 (Festival du film francophone d'Angoulême)[5] ; 22 mars 2023 (sortie nationale)
  - Belgique : 12 avril 2023

## Distribution
Sauf indication contraire, les informations mentionnées dans cette section peuvent être confirmées par la base de données cinématographiques Allociné,  présente dans la section « Liens externes ».
- Rebecca Marder : Madeleine Pastor
- Benjamin Lavernhe : Antoine Mandeville
- Emmanuelle Bercot : Gabrielle Dervaz
- Marc Barbé : Yvan Pastor, le père de Madeleine
- Pascal Elso : Bertrand Mandeville, le père d'Antoine
- Thomas Thévenoud : Thomas Peltier, le ministre du Travail[8]
- Cédric Appietto : Lucciani, le Corse sur la route
- Jean-Emmanuel Pagni : lieutenant Hassani
- Pascal Rénéric : le directeur général de Rochambeau
- Aurélie Marpeaux : l'ouvrière
- Holy Fatma : l'avocate
- Marie-Pierre Nouveau : la juge

## Production

### Tournage
Le tournage a débuté le 16 août 2021 à Lyon et ses environs pour une durée de trois ou quatre semaines, puis s'est déroulé dans la région de Porto-Vecchio jusqu'au 24 septembre,. Plus précisément concernant la région lyonnaise : à Lyon dans le quartier de la Guillotière (pour l'appartement de Madeleine), à la mairie du 6e arrondissement (pour le parloir de la prison, des bureaux, l'ENA, l'immeuble d'Antoine…), à la Croix-Rousse (au parc de la Cerisaie et pour les bureaux de Gabrielle) ; à Villeurbanne (pour l'immeuble de Madeleine) ; à Chaponnay (pour le plateau de BFM TV) ; dans une usine de Chassieu ; à la maison d'arrêt de Lyon-Corbas ; à Oullins (pour la résidence du père de Madeleine) ; dans une église de Montmerle-sur-Saône (Ain).

## Accueil

### Accueil critique
En France, le site Allociné donne la note de 3,6⁄5, après avoir recensé 25 critiques de presse.

### Box-office
Pour son premier jour d'exploitation en France, De grandes espérances a réalisé 14 911 entrées, dont 6 034 en avant-première, pour un total de 625 séances proposées. En comptant pour ce premier jour les avant-premières, le film se positionne en troisième place du box-office des nouveautés pour sa journée de démarrage, derrière John Wick : Chapitre 4 (72 672) et devant Le Bleu du caftan (14 202).
Au bout d'une première semaine d'exploitation en France, le film a totalisé 76 709 entrées pour une dixième place au box-office, derrière La Chambre des merveilles (117 724).
| Pays ou région | Box-office      | Date d'arrêt du box-office | Nombre de semaines |
| -------------- | --------------- | -------------------------- | ------------------ |
| France         | 202 165 entrées | 27 juin 2023               | 14                 |
| Total mondial  | 1 514 712 $     | -                          | -                  |

## Distinctions

### Récompense
- Festival Jean-Carmet 2022 : prix du public pour le meilleur second rôle masculin, décerné à Marc Barbé[9],[16]

### Nomination
- César 2024 : meilleure révélation féminine pour Rebecca Marder

### Sélections
- Festival du film francophone d'Angoulême 2022 : sélection officielle
- Les Arcs Film Festival 2022 : Focus Alpes